# Jutta Gärtner
Jutta Gärtner (* 14. April 1961 in Rheinhausen) ist eine deutsche Kinder- und Jugendärztin und Hochschullehrerin an der Universität Göttingen.

## Werdegang
Gärtner studierte und promovierte in Medizin an der Université Catholique de Louvain in Belgien und der Universität Hamburg. Anschließend verbrachte sie mehrere Jahre an der Johns Hopkins University School of Medicine sowie am Johns Hopkins Hospital in Baltimore in den USA, bevor sie 1993 an die Heinrich-Heine-Universität Düsseldorf wechselte. Im Jahr 1995 habilitierte sie sich dort, erhielt die Venia legendi für Kinderheilkunde und wurde Fachärztin für Kinder- und Jugendmedizin. Von 1995 bis 2000 war sie Universitätsprofessorin für Pädiatrie und Neuropädiatrie an der Heinrich-Heine-Universität Düsseldorf, bevor sie 2000 als Universitätsprofessorin für Pädiatrie und Neuropädiatrie an die Georg-August-Universität Göttingen berufen wurde.
Seit 2002 ist sie Direktorin der Klinik für Kinder- und Jugendmedizin der Universitätsmedizin Göttingen. Seit 2008 leitet sie gemeinsam mit Wolfgang Brück das Deutschen Zentrum für Multiple Sklerose im Kindes- und Jugendalter und seit 2017 das Zentrum für Seltene Erkrankungen Göttingen (ZSEG).
Sie ist Mitglied im Präsidium der Nationalen Akademie der Wissenschaften Leopoldina, Mitglied im wissenschaftlichen Beirat der Von-Behring-Röntgen-Stiftung, Mitglied in der Kommission für Arzneimittel für Kinder und Jugendliche (KAKJ) des Bundesinstitut für Arzneimittel und Medizinprodukte (BfArM) und Mitglied im ärztlichen Beirat der Deutschen Multiple Sklerose Gesellschaft.

## Forschung
Der Schwerpunkt von Gärtners Forschungsarbeit sind neurometabolische und neurodegenerative Krankheiten bei Kindern und Jugendlichen, wie zum Beispiel kindliche Demenzerkrankungen. Mit ihrer Forschung will sie die Ursachen dieser seltenen Erkrankungen aufklären und zur Entwicklung neuer Therapieansätze beitragen. Darüber hinaus ist sie Expertin für kindliche Multiple Sklerose und war federführend bei der Erstellung der Leitlinien zu pädiatrischer Multiple Sklerose.
Da der kindliche Organismus anders als der eines Erwachsenen reagiert, untersucht sie in verschiedenen Klinischen Studien mögliche Therapien, wie z. B. die Gabe von Interferon beta-1a, Natalizumab und Fingolimod.
Gärtner forscht an den genetischen Ursachen für angeborene, neurodegenerative Erkrankungen. So konnte sie für einige Erkrankungen die zugrundeliegenden Genmutationen bestimmen, wie z. B. Mutationen im FOLR1 Gen, RNAseT2 Gen, Cathepsin D Gen, im L1CAM Gen oder im PMP70 Gen. Die genetische Ursache einer Erkrankung, die der Pelizaeus-Merzbacher-Krankheit ähnelt, konnte sie auf verschiedene Mutationen im Connexin 46.6 (GJA12) Gen zurückführen.
Für das Zellweger-Syndrom konnte sie als genetische Ursache Mutationen in Genen, die für die Entstehung von Peroxisomen erforderlich sind, nachweisen.

## Auszeichnungen
- 2019 Hamburger Wissenschaftspreis[16]
- seit 2014 Mitglied der Nationalen Akademie der Wissenschaften Leopoldina[17]
- 2014 Reinhart Koselleck-Projekt der Deutschen Forschungsgemeinschaft (DFG)
- 2010 Aufnahme in AcademiaNet
- 2008 Fundraising-Preis des Stiftungsrats der Universität Göttingen für die Gründung des Deutschen Zentrums für Multiple Sklerose im Kindes- und Jugendalter (gemeinsam mit Wolfgang Brück)
- 1996 Gerhard Hess-Preis der Deutschen Forschungsgemeinschaft (DFG)
- 1996 Adalbert Czerny-Preis der Deutschen Gesellschaft für Kinderheilkunde und Jugendmedizin (DGKJ)
- 1990 Child Health Research Award des National Institutes of Health (NIH), USA